# Carex glacialis
Carex glacialis — багаторічна рослина родини осокових. Непоказна трава з лінійними листками. Етимологія: лат. glacialis — «заморожений, льодовий».

## Опис
Рослини короткокореневищні, часто утворюють купини. Стебла до 20—30 см. Листові пластинки 2–10 см×0,5–1,5 мм. Колоски тичинкові 2–8×0,7–2 мм; маточкові 2–9×1–3 мм. Маточкові луски червонувато-чорні, 1,4–2,5×1,2–2 мм. Тичинкові луски від червонувато-чорних або темно-коричневих, оберненояйцеподібні, 2–3×0,8–1,4 мм. Плід — оберненояйцеподібна сім'янка завдовжки в середньому 1,75 мм і завширшки близько 0,8 мм. Число хромосом 2n = 34.

## Поширення
Північна Євразія: російська Північ, Фінляндія, Ісландія, Норвегія (у тому числі Шпіцберген), Швеція; Північна Америка: Гренландія, Аляска, Канада. Населяє сухі камені, гравій, пісок, осипові схили, вапняки.